# Kanakkampalayam
Kanakkampalayam es una ciudad censal situada en el distrito de Tirupur en el estado de Tamil Nadu (India). Su población es de 16459 habitantes (2011). Se encuentra a 69 km de Tirupur y a 61 km de Coimbatore.

## Demografía
Según el censo de 2011 la población de Kanakkampalayam  era de 16459 habitantes, de los cuales 8191 eran hombres y 8268 eran mujeres. Kanakkampalayam tiene una tasa media de alfabetización del 91,59%, superior a la media estatal del 80,09%: la alfabetización masculina es del 95,81%, y la alfabetización femenina del 87,41%.